# 刣牛湖山
刣牛湖山是臺灣臺南市南化區小崙里與高雄市杉林區木梓里交界處的一座山，為此二里的最高峰，得名自此山東麓的舊地名「刣牛湖」。峰頂海拔798.1公尺，原有的三等三角點420號基石已遺失，現留聯勤總部補立的二等三角點內補51號基石。此山東北方接連的烏山為2003年版台灣小百岳之一，於2006年版被刣牛湖山取代。兩山的山脊與東北方的風空子山，以及西南方的竹子尖山、王爺崙山等山構成阿里山山脈南段的主稜線，同時也是曾文溪支流後堀溪與高屏溪支流旗山溪的分水嶺，以及西拉雅國家風景區的南界，可沿烏山稜線步道連走此稜線。
刣牛湖山一帶是西來庵事件的重要地點之一，余清芳等人曾在山腳的刣牛湖舉行祭旗起義大典。